# داگلاس هاید
داگلاس هاید (ایرلندی: Dubhghlas de hÍde; ۱۷ ژانویهٔ ۱۸۶۰ – ۱۲ ژوئیهٔ ۱۹۴۹) سیاست‌مدار و نخستین رئیس‌جمهور ایرلند بود.
وی از سال ۱۹۳۸ تا ۱۹۴۵ رییس جمهور ایرلند بود، وی همچنین در سال ۱۹۳۸ به عنوان سناتور در مجلس ایرلند حضور داشت.